# Contea di Jingde
La contea di Jingde (旌德县S, Jīngdé XiànP) è una contea della Cina, situata nella provincia dell'Anhui.